# Čeľadice
Čeľadice (Hongaars: Család) is een Slowaakse gemeente in de regio Nitra, en maakt deel uit van het district Nitra.
Čeľadice telt 938 inwoners.